# Cakóháza
Cakóháza (németül: Zackenhof) község Győr-Moson-Sopron vármegyében, a Csornai járásban.

## Fekvése
Magyarország északnyugati részén, a Tóköz és a Rábaköz találkozásánál fekszik.

### Megközelítése
Csak közúton közelíthető meg, legegyszerűbben a 85-ös főút vagy az M85-ös autóút felől, amelyekről Kónynál kell letérni a Rábcakapi-Bősárkány felé vezető 8509-es útra. Ez utóbbi út a község belterületének keleti szélén halad el, a falu főutcája az abból kiágazó 85 103-as számú mellékút.

## Története
A falu Árpád-kori történetére vonatkozó tanulmány szerint a mai Cakóháza helyén egy Barbach nevű település állt.

## Közélete

### Polgármesterei
- 1990–1994: Németh Vilmos (független)[3]
- 1994–1998: Németh Vilmos (független)[4]
- 1998–2002: Németh Vilmos (független)[5]
- 2002–2006: Csepi Éva (független)[6]
- 2006–2010: Csepi Éva (független)[7]
- 2010–2014: Csepi Éva (független)[8]
- 2014–2019: Csepi Éva (független)[9]
- 2019–2024: Csepi Éva (független)[10]
- 2024– : Csepi Éva (független)[1]

## Népesség
A település népességének változása:
| Lakosok száma | 57   | 53   | 55   | 62   | 63   | 62   | 58   |
|               | 2013 | 2014 | 2015 | 2021 | 2022 | 2023 | 2024 |

A 2011-es népszámlálás során a lakosok 94,7%-a magyarnak, 5,3% németnek mondta magát. A vallási megoszlás a következő volt: római katolikus 47,4%, evangélikus 40,4%, felekezeten kívüli 10,5% (1,8% nem nyilatkozott).
2022-ben a lakosság 88,9%-a vallotta magát magyarnak, 11,1% németnek, 1,6% cigánynak, 4,8% egyéb, nem hazai nemzetiségűnek (7,9% nem nyilatkozott; a kettős identitások miatt a végösszeg nagyobb lehet 100%-nál). Vallásuk szerint 25,4% volt evangélikus, 15,9% római katolikus, 9,5% felekezeten kívüli (49,2% nem válaszolt).